# Cedar Grove (New Mexico)
Cedar Grove is een plaats (census-designated place) in de Amerikaanse staat New Mexico, en valt bestuurlijk gezien onder Santa Fe County.

## Demografie
Bij de volkstelling in 2000 werd het aantal inwoners vastgesteld op 599.

## Geografie
Volgens het United States Census Bureau beslaat de plaats een oppervlakte van
50,9 km², waarvan 50,8 km² land en 0,1 km² water.

## Plaatsen in de nabije omgeving
De onderstaande figuur toont nabijgelegen plaatsen in een straal van 28 km rond Cedar Grove.